# Eefje Klaassens-Postema
Eefje Klaassens-Postema was vanaf 1971 in de fractie van de PvdA lid van de Tweede Kamer.
Ze werd op 26 februari 1936 in Eindhoven geboren en was onderwijzeres van beroep. Haar ouders kwamen uit Groningen. Haar vader werkte bij Philips en was gemeenteraadslid in Eindhoven.
Totdat ze in de Tweede Kamer kwam, was ze vanaf september 1955 onderwijzeres aan een lagere school in Eindhoven. Na in de Tweede Kamer drie jaar onderwijswoordvoerder te zijn geweest, werd zij wethouder van Eindhoven.
In 1987 werd zij lid van de Eerste Kamer, waar zij woordvoerder volkshuisvesting was.
- Parlement.com: vg09llfrgbyt